# Walchensee-Museum

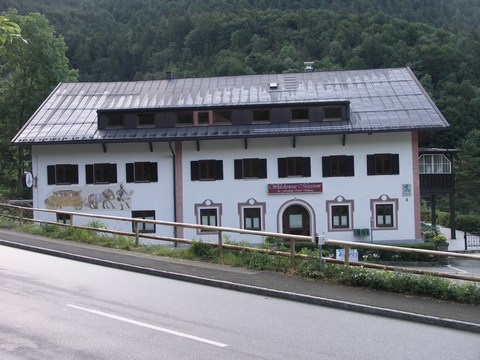
Das Walchensee-Museum in Urfeld am Walchensee

Das Walchensee-Museum in Urfeld am Walchensee hat zum Ziel, Kunst, Kultur und Geschichte für die Gebiete Kochelsee, Walchensee, Jachenau und Herzogstand darzustellen.
Es wurde am 21. Juli 2008, dem 150. Geburtstag Lovis Corinths, im ehemaligen „Hotel Post“ eröffnet und ist ein Projekt der Friedhelm Oriwol-Stiftung.
Ein bedeutender Teil der Ausstellung ist Lovis Corinth gewidmet. Aktuell sind in zahlreichen Räumen über 200 graphische Werke aus seiner Hand ausgestellt, der von 1918 bis 1925 zeitweise in seinem Haus in Urfeld wohnte und die bedeutenden Walchensee-Bilder schuf.
Neben Werken weiterer am Walchensee schaffender Künstler zeigt das Museum heimatkundliche Sammlungen aus 250 Jahren der Gebiete Kochelsee mit Schlehdorf, Walchensee mit den Orten Walchensee und Urfeld, Jachenau, Herzogstand, Kesselberg und Walchenseekraftwerk.
Vom Kloster Benediktbeuern wird u. a. die Chronik von Pater Karl Meichelbeck von 1750 gezeigt. Unter den Exponaten sind Chroniken, Ölgemälde, Aquarelle, Bleistiftzeichnungen, Kupfer- Stahl- und Holzstiche, alte Bücher, altes Sammlergut, historische Ansichtskarten, Baupläne, Aktien, Notgeld.